# Opisthoxia paularia
Opisthoxia paularia är en fjärilsart som beskrevs av Jones 1921. Opisthoxia paularia ingår i släktet Opisthoxia och familjen mätare. Inga underarter finns listade i Catalogue of Life.